# Господин мэр (телесериал)
«Господин мэр» (англ. Mr. Mayor) — американский ситком созданный Тиной Фей и Робертом Кэрлоком для американского телеканала NBC. Премьера телесериала состоялась 7 января 2021 года.
12 мая 2022 года телеканал NBC закрыл телесериал после двух сезонов.

## Сюжет
Успешный бизнесмен решил баллотироваться в мэры Лос-Анджелеса. Он побеждает и теперь должен понять, как управлять городом, наладить отношения с дочкой и разобраться с растущей популяцией койотов.

## В ролях

### Основной состав
- Тед Дэнсон
- Холли Хантер
- Бобби Мойнахан
- Майк Кабеллон
- Велла Ловелл
- Кайла Кенеди

## Обзор сезонов
| Сезон | Сезон | Эпизоды | Дата показа   | Дата показа     | Рейтинг Нильсона | Рейтинг Нильсона       |
| Сезон | Сезон | Эпизоды | Премьера      | Финал           | Ранк             | Зрители США (миллионы) |
| ----- | ----- | ------- | ------------- | --------------- | ---------------- | ---------------------- |
|       | 1     | 9       | 7 января 2021 | 25 февраля 2021 | 67               | 4.46                   |
|       | 2     | 10      | 15 марта 2022 | 17 мая 2022     | 97               | 2.3                    |

## Список эпизодов

### Сезон 1 (2021)
| № общий | № в сезоне | Название                   | Режиссёр   | Автор сценария | Дата премьеры   | Зрители в США (млн) |
| ------- | ---------- | -------------------------- | ---------- | -------------- | --------------- | ------------------- |
| 1       | 1          | «Pilot»                    | Неизвестно | Неизвестно     | 7 января 2021   | 5.04                |
| 2       | 2          | «Mayor's Day Out»          | Неизвестно | Неизвестно     | 7 января 2021   | 4.41                |
| 3       | 3          | «Brentwood Trash»          | Неизвестно | Неизвестно     | 14 января 2021  | 3.73                |
| 4       | 4          | «The SAC»                  | Неизвестно | Неизвестно     | 21 января 2021  | 3.18                |
| 5       | 5          | «Dodger Day»               | Неизвестно | Неизвестно     | 28 января 2021  | 3.28                |
| 6       | 6          | «Respect in the Workplace» | Неизвестно | Неизвестно     | 4 февраля 2021  | 3.08                |
| 7       | 7          | «Avocado Crisis»           | Неизвестно | Неизвестно     | 11 февраля 2021 | 2.75                |
| 8       | 8          | «Hearts Before Parts»      | Неизвестно | Неизвестно     | 18 февраля 2021 | 2.75                |
| 9       | 9          | «#Palmtreereform»          | Неизвестно | Неизвестно     | 25 февраля 2021 | 2.54                |

### Сезон 2 (2022)
| № общий | № в сезоне | Название                     | Режиссёр   | Автор сценария | Дата премьеры | Зрители в США (млн) |
| ------- | ---------- | ---------------------------- | ---------- | -------------- | ------------- | ------------------- |
| 11      | 1          | «Move Fast and Break Things» | Неизвестно | Неизвестно     | 15 марта 2022 | 2.03                |
| 12      | 2          | «Mayor Daddy»                | Неизвестно | Неизвестно     | 22 марта 2022 | 1.85                |